# Teresa Fernández de Traba
Teresa Fernández de Traba (m. León, 6 de febrero de 1180), fue reina consorte de León por su matrimonio con el rey Fernando II.

## Orígenes familiares
Fue hija ilegítima de Fernando Pérez de Traba, un importante magnate gallego, conde de Traba y señor de Trastámara, y de la infanta Teresa de León, condesa de Portugal. Sus abuelos paternos fueron el conde Pedro Froilaz y la condesa Urraca Froilaz y los maternos el rey Alfonso VI de León y su amante Jimena Muñoz.

## Biografía
Contrajo un primer matrimonio con el conde Nuño Pérez de Lara, alférez del rey Alfonso VII de León y miembro de la Casa de Lara. En 1152 el rey Alfonso VII, el conde Nuño y su esposa Teresa cedieron Castronuño, que el conde había fundado, a los hombres que lo habitaban con el Fuero de Sepúlveda, señalaron los límites de la población y mantuvieron ciertos derechos sobre esta villa después de que fuese donada por el rey Alfonso VII en 1156 o 1157 a los caballeros hospitalarios. En 1160, ambos fundaron el monasterio de Santa María de la Consolación en Perales, así como el hospital de Puente Fitero en Itero de la Vega, junto al Pisuerga, ambos en Palencia.
Nuño Pérez de Lara falleció en el sitio de Cuenca en julio de 1177 y fue después de su muerte que la condesa Teresa comenzó su relación con el rey Fernando con quien contrajo matrimonio posteriormente, según menciona el arzobispo de Toledo Rodrigo Jiménez de Rada en su obra De rebus Hispaniae: D. Fernando duxit uxorem Tharasiam, filiam comitis Fredinandi, que fuerat uxor comitis Nunii de Castela.  Así fue que los hijos de su primer matrimonio, que se criaron en la casa del rey y jugaron un papel de máxima importancia en los reinos de Castilla y de León, se refieren a su madre en la documentación como la reina Teresa.

## Muerte y sepultura

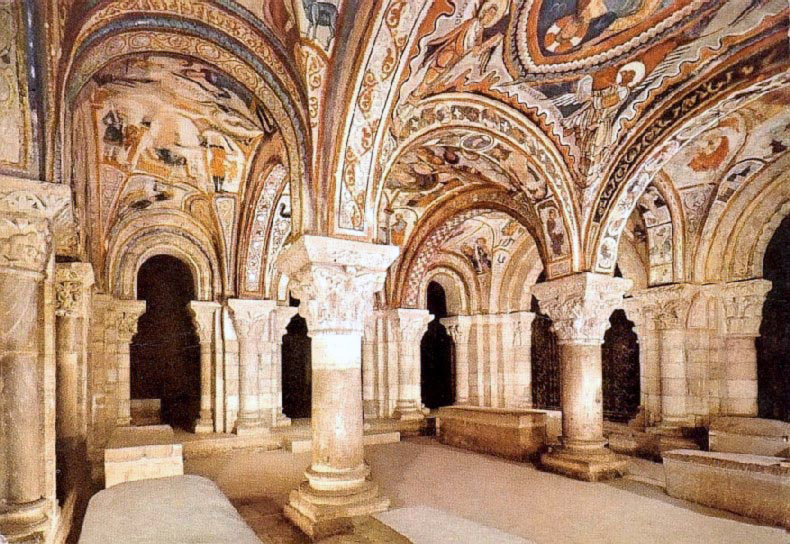
Panteón de Reyes de San Isidoro de León, en el que recibió sepultura la reina Teresa Fernández de Traba, esposa del Fernando II de León

Falleció el 6 de febrero de 1180 en la ciudad de León, como consecuencia de un parto fallido, y recibió sepultura en el Panteón de Reyes de San Isidoro de León.
Sus restos mortales fueron depositados en un sepulcro de piedra, sobre cuya cubierta grabaron su efigie de medio cuerpo, mostrando a la difunta reina ataviada con ropa ajustada en sus puños y en su cuello, y en cuyos remates aparecían colgados aderezos de pedrería. La difunta reina fue representada con el cabello suelto, y ciñendo su frente una corona real, y rodeando la efigie de la reina, en los bordes de la cubierta del sepulcro, fue esculpida la siguiente inscripción latina:

LARGA MANUS MISERIS, ET DIGNIS DIGNA REPENDENS CONSTANS, ET PRUDENS PIETATIS MUNERE SPLENDENS, HIC REGINA JACET CONJUX TARESIA REGIS FERNANDI SUMMI SIBI DENTUR GAUDIA REGIS. ERA MCCXVIII. ET QTT. VII. ID. FEBRUARII.

## Matrimonios y descendencia
De su primer matrimonio con el conde Nuño Pérez de Lara nacieron seis hijos:
- Fernando Núñez de Lara (m. 1220)[1], alférez real del rey Alfonso VIII, alcanzó la dignidad condal en vida de su padre.[6]. Él y sus dos hermanos participaron en la Batalla de las Navas de Tolosa.[6] Contrajo matrimonio con la condesa Mayor González Salvadórez.
- Álvaro Núñez de Lara,[1] casó con Urraca Díaz de Haro y tuvo descendencia ilegítima con Teresa Gil de Osorno.[9]
- Gonzalo Núñez de Lara,[1][10] casado en primeras nupcias antes de 1201 con Jimena Meléndez y, después de enviudar, volvió a casar con María Díaz de Haro y Azagra,[11] padres de, entre otros, el conde Nuño González de Lara "el Bueno".[12]
- Sancha Núñez de Lara,[13] esposa de  Sancho I de Cerdaña,[12] conde de Cerdaña y de Provenza e hijo del conde Ramón Berenguer IV de Barcelona y de la reina Petronila de Aragón.
- María Núñez de Lara, abadesa en el monasterio de Perales,[13] que había sido fundado por sus padres.
- Elvira Núñez de Lara (m. c. 1222) se casó en primeras nupcias con el conde Ermengol VIII de Urgel[14] y en segundas nupcias con Guillén de Cervera.[15]

Teresa Fernández de Traba casó en segundas nupcias después del mes de julio de 1177, cuando enviudó de su primer esposo, y antes del 7 de octubre de 1178, con el rey Fernando II de León. Fruto de su segundo matrimonio nacieron dos hijos:
- Fernando de León
- Infante anónimo que falleció al mismo tiempo que su madre como consecuencia del parto. Fue sepultado en el Panteón de Reyes de San Isidoro de León en el que fue inhumada su madre.

| Predecesor: Urraca de Portugal | Reina consorte de León 1178-1180 | Sucesor: Urraca López de Haro |